# Alex Connell
Alexander Connell, född 8 februari 1900 i Ottawa, död 10 maj 1958 i Ottawa, var en kanadensisk professionell ishockeymålvakt. Connell spelade i NHL åren 1924–1937 för Ottawa Senators, Detroit Falcons, New York Americans och Montreal Maroons.
Connell vann två Stanley Cup, 1927 med Ottawa Senators och 1935 med Montreal Maroons. Säsongen 1927–28 satte han ett svårslaget NHL-rekord genom att hålla nollan över 461 minuter och 29 sekunder, vilket inbegrep sex raka matcher utan att släppa in något mål.
1928 valdes Alex Connell in i Hockey Hall of Fame.

## Statistik
M = Matcher, V = Vinster, F = Förluster, O = Oavgjorda, N = Hållna nollar, GIM = Genomsnitt insläppta mål per match
| Säsong     | Lag                 | Liga       |     | Grundserie | Grundserie | Grundserie | Grundserie | Grundserie | Grundserie |   | Slutspel | Slutspel | Slutspel | Slutspel | Slutspel | Slutspel |
| Säsong     | Lag                 | Liga       | M   | V          | F          | O          | N          | GIM        | M          | V | F        | O        | N        | GIM      |          |          |
| ---------- | ------------------- | ---------- | --- | ---------- | ---------- | ---------- | ---------- | ---------- | ---------- | - | -------- | -------- | -------- | -------- | -------- | -------- |
| 1917–18    | Kingston Frontenacs | OHA-Jr.    | 4   | 4          | 0          | 0          | 0          | 2.75       | 4          | 3 | 1        | 0        | 0        | 4.50     |          |          |
| 1918–19    | Kingston Frontenacs | OHA-Jr.    | 5   | 3          | 2          | 0          | 0          | 4.72       | 4          | 0 | 1        | 3        | 0        | 5.00     |          |          |
| 1919–20    | Ottawa Cliffsides   | OCHL       | 7   | 4          | 3          | 0          | 2          | 1.12       |            |   |          |          |          |          |          |          |
| 1920–21    | Ottawa St. Brigid's | OCHL       | 11  | 8          | 2          | 1          | 2          | 1.09       | 8          | 6 | 1        | 1        | 1        | 1.62     |          |          |
| 1921–22    | Ottawa Gunners      | OCHL       | 14  | 10         | 3          | 1          | 5          | 1.26       | 6          | 5 | 1        | 0        | 0        | 2.83     |          |          |
| 1922–23    | Ottawa St. Brigid's | OCHL       | 17  | 8          | 8          | 1          | 4          | 1.43       |            |   |          |          |          |          |          |          |
| 1923–24    | Ottawa St. Brigid's | OCHL       | 12  | 8          | 4          | 0          | 5          | 1.14       |            |   |          |          |          |          |          |          |
| 1924–25    | Ottawa Senators     | NHL        | 30  | 17         | 12         | 1          | 7          | 2.14       |            |   |          |          |          |          |          |          |
| 1925–26    | Ottawa Senators     | NHL        | 36  | 24         | 8          | 4          | 15         | 1.12       | 2          | 0 | 1        | 1        | 0        | 1.00     |          |          |
| 1926–27    | Ottawa Senators     | NHL        | 44  | 30         | 10         | 4          | 13         | 1.40       | 6          | 3 | 0        | 3        | 2        | 0.60     |          |          |
| 1927–28    | Ottawa Senators     | NHL        | 44  | 20         | 14         | 10         | 15         | 1.24       | 2          | 0 | 2        | 0        | 0        | 1.50     |          |          |
| 1928–29    | Ottawa Senators     | NHL        | 44  | 14         | 17         | 13         | 7          | 1.43       |            |   |          |          |          |          |          |          |
| 1929–30    | Ottawa Senators     | NHL        | 44  | 21         | 15         | 8          | 3          | 2.55       | 2          | 0 | 1        | 1        | 0        | 3.00     |          |          |
| 1930–31    | Ottawa Senators     | NHL        | 36  | 10         | 22         | 4          | 3          | 3.01       |            |   |          |          |          |          |          |          |
| 1931–32    | Detroit Falcons     | NHL        | 48  | 18         | 20         | 10         | 6          | 2.12       | 2          | 0 | 1        | 1        | 0        | 1.50     |          |          |
| 1932–33    | Ottawa Senators     | NHL        | 15  | 4          | 8          | 2          | 1          | 2.56       |            |   |          |          |          |          |          |          |
| 1933–34    | New York Americans  | NHL        | 1   | 1          | 0          | 0          | 0          | 3.00       |            |   |          |          |          |          |          |          |
| 1934–35    | Montreal Maroons    | NHL        | 48  | 24         | 19         | 5          | 9          | 1.86       | 7          | 5 | 0        | 2        | 2        | 1.12     |          |          |
| 1936–37    | Montreal Maroons    | NHL        |     | 27         | 10         | 11         | 6          | 2          | 2.21       |   |          |          |          |          |          |          |
| NHL totalt | NHL totalt          | NHL totalt | 417 | 193        | 156        | 67         | 81         | 1.91       | 21         | 8 | 5        | 8        | 4        | 1.19     |          |          |

## Meriter
- Stanley Cup – 1926–27 med Ottawa Senators och 1934–35 med Montreal Maroons.

## Rekord
- Längst speltid för en målvakt i NHL utan insläppt mål – 461 minuter och 29 sekunder, säsongen 1927–28